# Тимоневское (Архангельская область)
Тимоневская — деревня в Вельском районе Архангельской области. Входит в состав Муниципального образования «Благовещенское». Имеет второе неофициальное название Еманово.

## География
Деревня расположена в 68 километрах на север от города Вельска , на правом берегу реки Устья притока Ваги. Ближайшие населённые пункты: на севере деревня Поташевская.
Часовой пояс
Тимоневское, как и вся Архангельская область, находится в часовой зоне МСК (московское время). Смещение применяемого времени относительно UTC составляет +3:00.

## Население
| 2002 | 2010 | 2012 | 2014 |
| ---- | ---- | ---- | ---- |
| 0    | ↗1   | →1   | →1   |

## История
Указана в «Списке населённых мест по сведениям 1859 года» в составе Шенкурского уезда Архангельской губернии под номером «2183» как «Тимоневская(Тимонинская, Еманово)». Насчитывала 8 дворов, 35 жителей мужского пола и 32 женского.
В «Списке населенных мест Архангельской губернии на 1 мая 1922 года» в деревне уже 13 дворов, 46 мужчин и 48 женщин.